# Les grandes vacances
Les grandes vacances is een Franse film uit 1967, geregisseerd door Jean Girault. Belangrijkste acteur is Louis de Funes.

## Verhaal
Mijnheer Bosquier (Louis de Funès) is leraar-directeur van een prestigieuze school ergens in Frankrijk. Wanneer zijn zoon Philippe zakt voor zijn examen Engels stijgt het schaamrood hem naar de wangen. Hij besluit de jongen een tijdje naar Engeland te sturen om zijn Engels wat bij te schaven. In zijn plaats zal een 'deugdzaam' Brits meisje, Shirley MacFarrell, zich bij hem thuis komen vervolmaken in de Franse taal. Philippe heeft echter heel andere vakantieplannen en stuurt zijn schoolmakker Michonnet in zijn plaats over de plas. Wanneer Michonnet in Engeland ziek wordt van het 'slechte' Engelse eten, doet Bosquier de ontdekking van de persoonsverwisseling wanneer hij zijn zieke zoon komt bezoeken. Ondertussen is het Britse meisje in Frankrijk op avontuur met Bosquiers echte zoon. Ze vertoeven ergens op een zeilboot op de Seine. Bosquier begint aan een turbulente zoektocht want de vader van het meisje komt z'n dochter bezoeken.

## Rolverdeling
| Acteur           | Personage          | Opmerkingen |
| ---------------- | ------------------ | ----------- |
| Louis de Funes   | Charles Bosquier   | Hoofdrol    |
| Ferdy Mayne      | MacFarrell         | Hoofdrol    |
| Martine Kelly    | Shirley MacFarrell | -           |
| François Leccia  | Philippe Bosquier  | -           |
| Olivier de Funes | Gerard Bosquier    | -           |
| Claude Gensac    | Isabelle Bosquier  | -           |
| Maurice Risch    | Stephane Michonnet | -           |